# Sankt Lorenzen bei Scheifling
Sankt Lorenzen bei Scheifling is een plaats en voormalige gemeente in de Oostenrijkse deelstaat Stiermarken. Het is een van de vijf ortschaften van de gemeente Scheifling, die deel uitmaakt van het district Murau.
De gemeente Sankt Lorenzen bei Scheifling telde op 31 oktober 2013 635 inwoners. In 2015 ging ze bij een herindeling op in gemeente Scheifling.
Stadsgemeenten:
Murau ·
Oberwölz

Marktgemeenten:
Mühlen ·
Neumarkt in der Steiermark ·
Sankt Lambrecht ·
Sankt Peter am Kammersberg
Scheifling ·

Overige gemeenten:
Krakau ·
Niederwölz ·
Ranten ·
Sankt Georgen am Kreischberg ·
Schöder ·
Stadl-Predlitz ·
Teufenbach-Katsch